# Хлобыстин, Андрей Леонидович
Андрей Леонидович Хлобыстин (29 января 1961, Ленинград) — российский художник и искусствовед.
Один из первых искусствоведов, занимавшихся независимым искусством. Автор многочисленных работ по истории искусства, организатор многих конференций и выставок современного искусства. С 1987 года выставляется как член группы «Новые художники». Член «НЧ/ВЧ», «Клуба друзей Маяковского», учёный секретарь «Новой Академии изящных искусств». Участвовал более чем в 100 выставках по всему миру. Работал в Центральном выставочном зале «Манеж», заведующим сектором Дворцов Нижнего парка в Петергофе, библиотекарем в Эрмитаже, преподавал историю искусства в Университете им. Герцена. С 1993 года — издатель журнала «Художественная Воля», газет «Сусанин 2003» и «Гений». Директор архива библиотеки независимого искусства в товариществе «Свободная культура».

## Биография
С детства иллюстрировал книги по археологии своих родителей и участвовал в экспедициях от Средней Азии до Заполярья; занимался в рисовальном кружке при Выборгском дворце пионеров. В 1977 году окончил художественную школу № 1 Дзержинского района. В 1983 году защитил диплом на кафедре истории искусства исторического факультета Ленинградского государственного университета им. А. А. Жданова (преподаватели — Н. Н. Калитина, И. Д. Чечот, В. А. Булкин, Ю. М. Денисов и др.). В 1985 году — один из учредителей «Ленинградского Клуба Искусствоведов» — первой независимой профессиональной организацией, занимавшейся современным искусством. Первый искусствовед, сотрудничавший с ленинградским молодёжным андеграундом 1980-х.
Был активным участников рейв-движения, зарождавшегося на Фонтанке,145, в Планетарии и клубе «Тоннель». С 1989 года много путешествовал, жил и работал в Париже, Нью-Йорке, Мехико, Берлине, Вене и встречался со многими корифеями современного искусства и массовой культуры: Джоном Кейджем, Нам Джун Пайком, Дональдом Джаддом и др. В 1997 году вёл передачу «Новые композиторы» на первой техно-радиостанции «Рекорд».
В 2000 году открыл Петербургский архив и библиотеку независимого искусства (ПАиБНИ) при арт-центре «Пушкинская-10», где провел более полусотни выставок по истории современной ленинградской/петербургской культуры. В 2008 году вместе И. Померанцевой организовал Петербургский Видео Архив (ПВА). Автор многочисленных работ по современной культуре и искусству. Публиковался в самиздатских журналах 1980-х «Часы», «Митин журнал» и периодических изданиях «Искусство», «ARTchronika», «ДИ», «Комментарии», «Ступени», «НоМИ», «Кабинет», «Интерьер+Дизайн» «Коммерсантъ», «Ведомости», «Афиша», «Талион», «New Observation», «Художественный Журнал», «Русский телеграф», «Сельская жизнь», «Framework», «N.E.W.S.» и др. В 2017 году выпустил книгу «Шизореволюция. Очерки петербургской культуры второй половины XX века». До 2024 г. возглавлял Музей современных искусств им.С.П.Дягилева СПбГУ.

## Творчество
С 1988 года участвовал в выставках группы «Новые Художники» и работал в сквоте «НЧ/ВЧ». С 1995 года – учёный секретарь Новой Академии Изящных Искусств Тимура Новикова. Вместе с ним в 1996 году выставкой «Нагота и Модернизм» начал «войну» с московским искусством, ставшей с тех пор «общим местом» художественной жизни. Совместно с Новиковым провел множество выставок, акций, выпустил ряд манифестов, художественных изданий и создал ряд организаций: Художественная Воля (1997), Институт Истории Современного Искусства (1999),  Музей Современного Искусства при НАИИ (2002).  Принимал участие в более чем 200 выставках и фестивалях. Как художник получал гранты фондов «Pollok-Krasner Foundation» (Нью-Йорк, 1989), «Soros Foundation» (СПб, 1993), « Philip Morris Kunstforderung» (Берлин, 1996), « Kultur Kontakt» (Вена, 1998). В 1994 году был финалистом конкурса «Ars Fennica». Работы находятся в собраниях Государственного Русского музея, Центрального музея связи им. А. С. Попова, Государственной Третьяковской галереи, Государственного Центра Современного искусства (Москва), Zimmerli Art Museum (США), Музея нонконформистского искусства, частных коллекциях России, Франции, США, Мексики, Германии, Австрии, Швейцарии и др.

## Избранные работы
• "Цой", 85x54 см., 1988, холст/масло
• "Ugly Beauty"(2058)", 140x90 см., 2013, холст/смешанная техника
• "Artistic Will", 140x100 см., 2010, холст/смешанная техника

## Персональные выставки (выборочно)
1991 — «At Home» — The Clocktower Gallery, P.S.1 Museum, ICA, New York
1993 — «Микробиология» — галерея Борей, Санкт-Петербург
1993 — «Углы» — клуб «Тоннель», Санкт-Петербург
1994 — «Консервация» — Галерея 21, Санкт-Петербург
1994 — «Кухня» — Галерея Navicula artis, Николаевский дворец, Санкт-Петербург
1995 — «Уголки экзистенции» — ГЦСИ, Москва
1995 — «Порнография/Пограничное» — Галерея 21, Санкт-Петербург
1996 — «L'Art (pas) pur L'Art” — Gallery Le Faubourg, Страсбур
1996 — «Великие любовники» — галерея Русское Поле, Берлин
1997 — «Die Verborgene Kunst» — Kunstlerhaus Bethanien, Берлин
1997 — «Archaeology of miracle»//«Kabinet» — Stedelijk Museum, Амстердам
1998 — «Narzissismus und Zen Dandyism» — Christine Konig and Franziska Lettner Gallery, Вена
1999 — «Беспорядочные связи» — галерея Navicula artis, Санкт-Петербург
2000 — «Новый флаг для России» — проект «Новая Москва», галерея института IFA, Берлин
2000 — «Тачанка» — Кибер Фемин Клуб, Санкт-Петербург
2001 — «Ретроспектива рисунков» — Галерея 103, Санкт-Петербург
2002 — «Вей, Борей!» — галерея Борей, Санкт-Петербург
2003 — «Вавилонская Башня» — Петропавловская крепость, Институт Pro Arte, Санкт-Петербург
2004 — «Путешествие скифского вождя» — клуб «Пар», Санкт-Петербург
2007 — «Дзен-дендизм» — Галерея Д-137, Санкт-Петербург
2008 — «Ст.-Петербургская карта»//«Сырое, приготовленное, упакованное» — галерея Окна, музей Киасма, Хельсинки
2010 — «Медиа-тур «СусанинЪ» — галерея Kremlin, Санкт-Петербург